# Trethon Ferenc
Trethon Ferenc (Eger, 1923. szeptember 9. – Budapest, 2012. szeptember 23.) magyar politikus, közgazdász, miniszter.

## Életpályája
Édesapja lakatossegéd volt. Felső kereskedelmi iskolában letett érettségi vizsgája után 1941. októbertől az Állami Kőszénbánya budapesti igazgatóságán helyezkedett el előadóként. 1945. februártól 1946. októberig a cég a pénzügyi osztálynak  helyettes vezetője volt. Ezután a MÁSZ RT statisztikai és kalkulációs osztályán volt kerületi referens, 1948. márciustól pedig az ellenőrzési osztály revizora. A  József Nádor Műszaki és Gazdaságtudományi Egyetemen szerzett közgazdász oklevelet 1947-ben. 1949. márciusban lett a Bányaanyag-beszerző Vállalat ellenőrzési osztályán foglalkoztatták; 1948. májustól 1952. áprilisig a Szénbányászati Ipari Igazgatóság ellenőrzési osztályvezetője, beruházási osztályvezető helyettese, a Szénbányászati Minisztérium Főkönyvelőség Revizori Osztály osztályvezető-helyettese, főrevizora volt. A Nehézipari Minisztériumnál a  Pénzügyi és Revizori, illetve 1967. októbertől Közgazdasági Főosztály vezetője volt. 1974. március 14-én pénzügyminiszter-helyettessé  nevezték ki, majd 1977. június 24-étől 1981. szeptember 30-ig Lázár György kormányának munkaügyi minisztere volt. Ekkor nyugalomba vonult. 1982 és 1991 között ő volt a Veszprémi Vegyipari Egyetem Vállalatgazdasági és Szervezési Intézet igazgatója.
Tagja volt az ipargazdasági Szemle szerkesztőbizottságának.

## Párttagsága
1948. februárban lett a Magyar Kommunista Párt tagja, később az MDP, 1956. novembertől pedig az MSZMP tagja volt.

## Társadalmi szerepvállalása
- 1981 és 1989 között a MTESZ társelnöke,
- 1983 és 1996 között a Szervezési és Vezetési Társaság elnöke,
- 1989 és 1995 között a Vezetéstudományi Európai Tanács első elnökhelyettese
- 1983 és 1990 között az FTC Baráti kör elnöke volt.[3]

## Főbb művei
- Vállalati pénz- és hitelgazdálkodás; Nehézipari Műszaki Egyetem, Bányamérnöki Kar–Tankönyvkiadó, Miskolc–Bp., 1963
- Pénz- és hitelgazdaságtan; Tankönyvkiadó, Bp., 1965
- Társadalmi reform vállalaton belül; szerk. Trethon Ferenc; Szervezési és Vezetési Tudományos Társaság, Bp., 1990